# هاردين كوكس
هاردين كوكس هو كاتب وسياسي أمريكي، ولد في 4 مارس 1928 في روك بورت في الولايات المتحدة، وتوفي بنفس المكان في 8 مارس 2013. نشط حزبياً في الحزب الديمقراطي. وقد انتخب عضو مجلس ولاية ميزوري ‏ وانتخب عضو مجلس نواب ولاية ميزوري ‏.